# Rafle d'Amiens
La rafle des 4 et 5 janvier 1944 s'est déroulée à Amiens et dans d’autres localités du département de la Somme. Elle avait pour but l’arrestation de tous les Juifs vivant encore dans le département.

## Contexte historique
C’est en 1933 que l’Association cultuelle israélite de la Somme est créée et la synagogue d'Amiens inaugurée le 3 novembre 1935, en présence de Jean Moulin, alors secrétaire général de la préfecture. A partir de 1938, des réfugiés autrichiens et allemands arrivèrent à Amiens.
La rafle d’Amiens est à replacer dans le contexte de la Seconde Guerre mondiale et la mise en œuvre de la Solution finale de la question juive en Europe par les Allemands.
Le 27 septembre 1940 une ordonnance allemande établissait, en zone occupée, le premier statut des Juifs et l'obligation pour eux de se faire recenser au commissariat de police. Le 18 octobre 1940 une deuxième ordonnance plaçait sous séquestre les entreprises et biens appartenant aux Juifs absents ou arrêtés (aryanisation).
Dans le département de la Somme, 93 Juifs furent recensés en 1940. Un certain nombre de Juifs étrangers furent dirigés en décembre 1940 dans les camps du département de l'Yonne, dans les Pyrénées-Orientales etc.
Le 3 juin 1942, le commissaire de police d'Amiens ouvrait un registre pour la distribution des étoiles jaunes dont le port était imposé désormais aux Juifs. 49 d'entre eux présents encore dans le département de la Somme se virent attribuer ce signe infammant.
Le 18 juillet 1942, dans le sillage de la Rafle du Vel' d'hiv', sur ordre du Sicherheitspolizei Kommando (S.P.K.) de Saint-Quentin, la gendarmerie française procédait à l'arrestation de Juifs étrangers ou apatrides à Amiens, Pierrepont-sur-Avre et Ault. Ils furent dirigés vers le Camp de Drancy et de là vers les camps de la mort. Les Juifs français, dans la Somme, échappaient au pire, provisoirement...
A l’été 1943, Alois Brunner arriva à Paris avec pour mission d’intensifier la déportation des Juifs résidant en France, français comme étrangers ou apatrides.
A partir de janvier 1944, il fit procéder à des rafles en région parisienne comme en province, à commencer notamment par les départements de l’Aisne, l’Oise et la Somme.

## Déroulement
« A l’aube du 4 janvier 1944, la Gestapo procède à l’arrestation de tous les Juifs français ou non, encore vivants à Amiens et dans la région », écrivait Ginette Schulhof. En réalité, ce fut la Feldgendarmerie qui mena la rafle.
Les Juifs arrêtés furent détenus à la gendarmerie d’Amiens, rue des jacobins où ils attendirent toute la journée debout dans la cour avant d’être conduit à la gare d’Amiens pour être acheminés en train au camp de Drancy. 4 personnes réussirent à s'enfuir et échappèrent à l'arrestation : les enfants Schulhof, Ginette, Gisèle et Pierre, et Marguerite Louria, née Aranias.
20 personnes furent arrêtées à Amiens parmi elles, une fillette de 14 ans qui tenta de s'échapper mais fut finalement arrêtée. Deux personnes furent hospitalisées à Amiens. A ces Juifs amiénois, il faut ajouter trois Juifs habitant Rosières-en-Santerre dont un garçon de 9 ans et deux Juives habitantes de Bouquemaison près de Doullens qui furent conduits à Amiens après leur arrestation.
L’ensemble des Juifs fut acheminé au camp de Drancy par le train de 20 h 30. A la gare d’Amiens, une Juive arrêtée réussit à s’échapper grâce à l’aide d’un cheminot. Jusqu’à aujourd’hui, on ne sait pas ce qu’elle est devenue. 4 Amiénois arrêtés restèrent détenus à Drancy, parce que reconnus aryens ou conjoint d'aryen, les autres furent déportés à Auschwitz-Birkenau, le 20 janvier 1944 par le convoi n° 66, une Juive le fut par le convoi n° 67 du 3 février.
Le 5 janvier 1944, le préfet de la Somme, Charles Daupeyroux, après lui avoir téléphoné, écrivit au délégué général du gouvernement français dans les territoires occupés, à Paris, pour lui signaler l’arrestation des israélites du département de la Somme parmi eux se trouvant trois enfants, le délégué de l’UGIF qui devait être tenu en dehors de toutes mesures d’internement lui et sa famille et deux non Juifs. Il demandait au délégué général d’intervenir auprès des autorités supérieures allemandes pour faire libérer 8 personnes, les démarches effectuées auprès de la police allemande localement n’ayant pas abouti.

## Liste des israélites arrêtés par les autorités allemandes le 4 janvier 1944[Note 1]
| Nom                             | date et lieu de naissance                       | adresse                                          | nationalité  | internement / déportation |
| ------------------------------- | ----------------------------------------------- | ------------------------------------------------ | ------------ | --- |
| AARON Lucien                    | 22 avril 1878 à Constantine (Algérie française) | 44, rue des Trois Cailloux, Amiens               | française    | Interné à Drancy. Dirigé sur l’hospice Rothschild (hospice de la rue Lamblardie) à Paris (12e), le 5 février 1944, puis du 15 juin au 5 septembre 1944, 11 rue des Abondances à Boulogne-sur-Seine. Libéré, rentré à Amiens début septembre 1944. |
| DOUBCHAK née FREYER Rosa        | 19 janvier 1903 à Paris                         | 30 rue de la Contrescarpe, Amiens                | française    | S’est échappée à la gare d’Amiens |
| HIRSCH Georges,                 | 14 juin 1934 à Vienne (Autriche)                | 14 rue Albéric de Calonne, Amiens                | autrichienne | convoi 66 du 20 janvier 1944. Disparu à Auschwitz-Birkenau |
| HUBAULT née ZIMMANNE Rachel     | 20 mai 1899 à Paris                             | 39 boulevard Thiers, Amiens                      | française    | convoi 67 du 3 février 1944. Disparue à Auschwitz-Birkenau |
| KASMINE née SOBOL Dvoira        | 5 avril 1901 à Brest-Litovsk (Russie)           | 131 rue Delpech, Amiens                          | française    | convoi 66 du 20 janvier 1944. Disparue à Auschwitz-Birkenau |
| KASMINE Vladimir                | 24 décembre 1900 à Voronège (URSS)              | 131 rue Delpech, Amiens                          | française    | Interné à Drancy. Libéré le 2 février 1944 parce qu' arrêté sans motif valable (« aryen arrêté en même temps que son épouse »). |
| LAZARD Ferdinand                | 15 septembre 1879 à Santiago du Chili           | 8 place Saint-Rémi, Amiens                       | française    | convoi 66 du 20 janvier 1944. Tué pendant le transport |
| LAZARD née DREYFUS Berthe       | 13 septembre 1879 à Anvers                      | 8 place Saint-Rémi, Amiens                       | française    | convoi 66 du 20 janvier 1944. Disparue à Auschwitz-Birkenau |
| LEHMANN André                   | 1er novembre 1873 à Besançon                    | 118 rue Lemerchier, Amiens                       | française    | interné à Drancy, libéré |
| LOURIA Léon                     | 4 juillet 1879 à                                | 24 rue Robert de Luzarches, Amiens               | française    | convoi 66 du 20 janvier 1944. Disparu à Auschwitz-Birkenau |
| LEVY née WIMPHEN Louise         | 26 février 1873 à Thionville                    | 14 rue Albéric de Calonne, Amiens                | française    | convoi 66 du 20 janvier 1944. Disparue à Auschwitz-Birkenau |
| PONTHIEU née LOURIA Renée       | 20 octobre 1921 à Amiens                        | 24 rue Robert de Luzarches, Amiens               | française    | convoi 66 du 20 janvier 1944. Seule rescapée amiénoise du convoi 66 |
| RAKHOWITZ née ZACHAYUS Fernande | 26 juin 1887 à Paris                            | Bouquemaison (Somme)                             | française    | convoi 66 du 20 janvier 1944. Disparue à Auschwitz-Birkenau |
| RAKHOWITZ Ginette               | 22 mai 1923 à Paris                             | Bouquemaison (Somme)                             | française    | convoi 66 du 20 janvier 1944. Disparue à Auschwitz-Birkenau |
| REDLICH Cécile                  | 29 avril 1929 à Paris                           | 9 rue Cottrel-Maisant, Amiens                    | française    | convoi 66 du 20 janvier 1944. Disparue à Auschwitz-Birkenau |
| ROOS Louis                      | 1er janvier 1870                                | 44 rue des Trois Cailloux, Amiens                | française    | conduit à la clinique Saint-Joseph d'Amiens |
| SCHULHOF née LEVY Fleurette     | 2 avril 1901 à Verdun                           | 14 rue Albéric de Calonne, Amiens                | française    | convoi 66 du 20 janvier 1944. Disparue à Auschwitz-Birkenau |
| SCHULHOF Raymond                | 25 mars 1898 à Paris                            | 14 rue Albéric de Calonne, Amiens                | française    | convoi 66 du 20 janvier 1944. Disparu à Auschwitz-Birkenau |
| SZENTGYOGYI Robert              | 23 juin 1900                                    | 70 boulevard de Pont-Noyelles, Amiens            | hongroise    | Interné à Drancy. Libéré le 18 août 1944 |
| WAJNBERG née AJENBERG Assia     | 14 septembre 1904 à Rowno (Russie)              | rue de Méharicourt, Rosières-en-Santerre (Somme) | française    | convoi 66 du 20 janvier 1944. Disparue à Auschwitz-Birkenau |
| WANJBERG Benjamin,              | 3 mai 1900 à Rowno (Russie)                     | rue de Méharicourt, Rosières-en-Santerre (Somme) | française    | convoi 66 du 20 janvier 1944. Interné à Auschwitz-Monowitz puis à Birkenau - matricule 172 830 à Auschwitz-Birkenau. Présence signalée à l'infirmerie du camp le 3 mai 1944. Décès enregistré sans date.                                          |
| WANJBERG Jean-Louis             | 24 avril 1935 à Amiens                          | rue de Méharicourt, Rosières-en-Santerre (Somme) | française    | convoi 66 du 20 janvier 1944. Disparu à Auschwitz-Birkenau |
| WEILLER Benjamin                | 24 août 1866 à Krautergersheim (Alsace)         | 150 rue Laurendeau, Amiens                       | française    | convoi 66 du 20 janvier 1944. Disparu à Auschwitz-Birkenau |
| WEILLER née HANEAU Estelle      | 2 septembre 1867                                | 150 rue Laurendeau, Amiens                       | française    | conduite à l'hôpital d'Amiens |
| WEILLER Marcel                  | 11 février 1894 à Saint-Quentin                 | 150 rue Laurendeau, Amiens                       | française    | convoi 66 du 20 janvier 1944. Disparu à Auschwitz-Birkenau |

La rafle d'Amiens eut un prolongement sur le littoral picard où 6 ou 7 Juifs de nationalité française furent arrêtés, internés à Drancy et exterminés à Auschwitz-Birkenau.
| Nom                            | date et lieu de naissance                 | adresse                                      | nationalité | internement / déportation |
| ------------------------------ | ----------------------------------------- | -------------------------------------------- | ----------- | --- |
| BEHAR Léa                      | 1er juillet 1927 à Maubeuge               | rue Nationale, Mers-les-Bains (Somme)        | française   | convoi 66 du 20 janvier 1944. Disparue à Auschwitz-Birkenau |
| BEHAR Mardochée                | 18 mai 1898 à Jérusalem                   | rue Nationale, Mers-les-Bains (Somme)        | française   | convoi 66 du 20 janvier 1944. Disparu à Auschwitz-Birkenau |
| BEHAR née FUENTES Victoria     | 15 décembre 1887 à Estaubrour             | rue Nationale, Mers-les-Bains (Somme)        | française   | convoi 66 du 20 janvier 1944. Disparue à Auschwitz-Birkenau |
| DREYFUS Armand                 | 1er octobre 1873 à Mertzviller (Bas-Rhin) | rue du maréchal Foch, Cayeux-sur-Mer (Somme) | française   | convoi 66 du 20 janvier 1944. Disparu à Auschwitz-Birkenau |
| DREYFUS née FREY Fanny         | 6 novembre 1891 à Paris                   | rue du maréchal Foch, Cayeux-sur-Mer (Somme) | française   | convoi 66 du 20 janvier 1944. Disparue à Auschwitz-Birkenau |
| VILLAR née GUINCHARD Clémence, |                                           | Ault (Somme)                                 | française   | Internée à Drancy le 5 janvier 1944. Matricule : 10 997. Convoi 66 du 20 janvier 1944 ? Disparue à Auschwitz-Birkenau ? Indiquée comme morte sur la « liste des déportés et internés israélites du département de la Somme », dressée en 1947 par Lucien Aaron, président de la communauté israélite de la Somme.                                |
| VILLAR Gaston                  | 12 décembre 1878 à Lille                  | Ault (Somme)                                 | française   | A-t-il été raflé ? Aucun document le concernant (banque de données Yad Vashem et Mémorial de la Shoah). Indiqué comme mort sur la « liste des déportés et internés israélites du département de la Somme », dressée en 1947 par Lucien Aaron, président de la communauté israélite de la Somme. Décédé à Eu (Seine-Maritime), le 14 octobre 1946 |

## Lieux de mémoire
- A Amiens, à l'arrière de l'UFR des Arts de l'Université de Picardie Jules-Verne (UPJV), le 9 mai 2011, fut inauguré par Gilles Demailly, maire d'Amiens, en présence de Ginette Hirtz-Schulhof et de Gisèle Blum-Schulhof, le « square du Souvenir de la rafle du 4 janvier 1944 » qui rappelle ce tragique événement. Une stèle, sur laquelle sont inscrits les noms des Juifs amiénois raflés ce jour-là, a été dévoilée[16],[Note 9].
- A Bouquemaison, sur le monument aux morts sont gravés le nom de Jeanne Zachayus , épouse Rakhowitz et de sa fille Ginette Rakhowitz, victimes du nazisme, gazées à Auschwitz le 23. 01. 1944.
- A Rosières-en-Santerre, sur le monument aux morts sont gravés les noms de la famille Wanjberg.